# اورسولا کوپر
اورسولا کوپر (به انگلیسی: Ursula Küper) (زادهٔ ۲۸ نوامبر ۱۹۳۷) شناگر اهل آلمان است.